# KOI-4878.01
KOI-4878.01は、地球から約1,130光年離れた位置にあるG型主系列星の恒星 KOI-4878 を公転している太陽系外惑星候補である。

## 発見
KOI-4878.01は、アメリカ航空宇宙局 (NASA) が打ち上げたケプラー宇宙望遠鏡によって得られた3年分（第1四半期から第12四半期、Q1～Q12）のトランジット法（食検出法）での観測結果からその存在が示され、2015年に他の多くの太陽系外惑星候補と共に公表された。この3年分の観測記録の中で、等間隔で発生した惑星による主星面のトランジット（通過）が3回観測され、さらに後の第16四半期（Q16）での観測結果の分析で確認された4回目のトランジットの結果も合わせて、公転周期やトランジットの継続時間、トランジット発生時の主星の減光の深さが測定された。この観測結果を受けて、この惑星候補にはケプラーが発見した惑星候補のカタログである Kepler object of interest (KOI) における名称に則り、KOI-4878.01 という名称が与えられた。ケプラーが発見した惑星候補が正式に確認されれば、ケプラー4bのような確定名称が付与されるが、2021年11月時点ではまだ存在が確定していないため、現在でもこの名称が使用されている。KOI-4878 b や、Kepler Input Catalog (KIC) における名称に則って KIC 11804437 b とも呼称される。

## 特徴
| 地球 | KOI-4878.01 |
| ---- | ----------- |
| 地球 | Exoplanet   |

ケプラーによって得られた観測記録と主星の特性パラメーターの推定値を組み合わせた結果から、KOI-4878.01は地球の1.04倍の半径を持ち、主星からの軌道長半径は 1.137 au（約1億7000万 km）とされている。この条件下ではKOI-4878.01が主星から受ける放射エネルギーは、地球が太陽から受ける量の1.04+1.10
−0.34倍となり、表面の平衡温度は 258 K（-15 ℃）と推定されている。このデータを基に、地球を1としたときのある天体の特性地球にどれほど似ているかを示す地球類似性指標 (ESI) の値は 0.97 という極めて高い値になり、これは2021年11月現在で確認されている中で最もESIが高いティーガーデン星b（0.95）よりも高い数値になっている。
KOI-4878 のハビタブルゾーンの保守的内縁は約 1.11 au 離れており、KOI-4878.01 はその内縁に近い軌道を公転していることになる。しかし、2016年に発表された、ケプラーが主に観測を行った領域内にある5万個以上の恒星のスペクトル分類を求めてその特性を分析した「LAMOST-Kepler計画」による観測結果で、主星の KOI-4878 が従来考えられていたF型星よりも低温なG型主系列星であったことや、ガイア計画によって測定された年周視差で求められた地球からの距離などからKOI-4878の特性を推定すると、KOI-4878.01が主星から受ける放射エネルギー量は地球が太陽から受ける量の0.92倍となり、より安定してハビタブルゾーン内に存在することができるという予測もある。存在が確認された場合、KOI-4878.01 はこれまでに発見された太陽系外惑星で最も地球に似た惑星の一つとなり、地球よりも複雑な生命を宿すのに適した惑星である可能性も示されている 。

### 比較
| 名前              | ESI  | 質量 （M⨁） | 半径 （R⨁） | 放射束 （S⨁） | 軌道長半径 （au） | 公転周期 （日）   | 平衡温度 (K) | 現況     | 主星             | 主星のスペクトル分類 | 距離 （光年） | 出典        |
| ----------------- | ---- | ----------- | ----------- | ------------- | ----------------- | ----------------- | ------------ | -------- | ---------------- | -------------------- | ------------- | ----------- |
| 地球              | 1.00 | 1.00        | 1.00        | 1.00          | 1.000             | 365.256（恒星日） | 255          | -        | 太陽             | G2V                  | -             |             |
| KOI-4878.01       | 0.98 | 0.4 - 3.0   | 1.04        | 1.04          | 1.137             | 449.015           | 258          | 惑星候補 | KOI-4878         | G4V                  | 1,134         | [ 1 ] [ 3 ] |
| ティーガーデン星b | 0.97 | ≥1.05       | 不明        | 1.15          | 0.025             | 4.910             | 264          | 確認     | ティーガーデン星 | M7V                  | 12            | [ 10 ]      |

## 主星
KOI-4878.01が公転している恒星 KOI-4878 は、ケプラーの観測視野内においてりゅう座の方向に位置している。ケプラーによる第1四半期から第12四半期までに得られた観測データでは、有効温度が 6,031 K（5,758 ℃）のF型星であると考えられていたが、2016年に発表された前述の「LAMOST-Kepler計画」による観測結果で、KOI-4878は太陽（5,778 K、5,505 ℃）とほぼ同程度の有効温度を持つスペクトル分類 G4V 型のG型主系列星であるとされている。地球からの距離は以前は1,075光年と考えられていたが、ガイア計画による年周視差の測定に基づくと1,134光年程度となる。金属量は太陽よりも少なく、このことから太陽よりも年老いた恒星であると考えられる。